# Kazimierz Mijal
Kazimierz Romuald Mijal (Wilków Pierwszy, 15 de setembro de 1910 - Varsóvia, 28 de janeiro de 2010) foi um político polonês, colaborador da líder comunista polonês Bolesław Bierut.